# 985 (číslo)
Devět set osmdesát pět je přirozené číslo. Římskými číslicemi se zapisuje CMLXXXV a řeckými číslicemi ϡπεʹ. Následuje po čísle devět set osmdesát čtyři a předchází číslu devět set osmdesát šest.

## Matematika
985 je:
- Deficientní číslo
- Složené číslo
- Poloprvočíslo
- Nešťastné číslo
- Součet tří po sobě jdoucích prvočísel (317 + 331 + 337)

## Astronomie
- (985) Rosina je planetka hlavního pásu, kterou objevil v roce 1922 Karl Wilhelm Reinmuth
- NGC 985 je prstencová galaxie v souhvězdí Velryby

## Roky
- 985
- 985 př. n. l.